# Florencio Sánchez (Uruguay)
Florencio Sánchez è un comune dell'Uruguay, situato nel Dipartimento di Colonia.
La città prende il nome da quello dello scrittore e politico Florencio Sánchez.